# Pier Silvio Berlusconi
Pier Silvio Berlusconi (Milano, 28 aprile 1969) è un imprenditore e dirigente d'azienda italiano, secondogenito di Silvio Berlusconi. È azionista di Fininvest, il gruppo della famiglia Berlusconi che controlla il Gruppo Mediaset (dal 2021 MFE - MediaForEurope) di cui è vicepresidente esecutivo e amministratore delegato e insieme a quest'ultimo impiego è anche presidente di RTI, la società italiana che esercita tutte le attività televisive del gruppo Mediaset.
Inoltre, è anche membro dei consigli di amministrazione di MFE - MediaForEurope, Mediaset España, Mondadori e Publitalia.

## Biografia
Secondogenito di Silvio Berlusconi (1936-2023) e della sua prima moglie Carla Dall'Oglio (1940). È fratello germano di Marina e ha tre fratellastri, Barbara, Eleonora e Luigi, figli del padre e della sua seconda moglie Veronica Lario. I suoi nonni paterni erano Luigi Berlusconi (1908-1989) e Rosa Bossi (1911-2008), gli zii paterni Maria Antonietta (1943-2009) e Paolo Berlusconi (1949). Nel 1976 Pier Silvio è andato a vivere insieme a tutta la famiglia in Spagna, in seguito a presunte minacce di un suo rapimento da parte della mafia, che, secondo Silvio Berlusconi, aveva in Vittorio Mangano il suo tramite a Villa San Martino ad Arcore.
Tra il 1986 e il 1987 ha partecipato come ospite, nel ruolo di sé stesso, ad alcune puntate della trasmissione comica Drive In. Si è diplomato al liceo classico a Milano, e successivamente si è iscritto al corso di laurea in filosofia presso l'Università di Milano.

### Carriera
Ha iniziato la sua esperienza professionale nel 1992 nella commercializzazione di Publitalia, la concessionaria pubblicitaria del gruppo, e successivamente nella rete televisiva Italia 1. Nel novembre 1996 diventa responsabile del coordinamento palinsesti e programmi delle reti Mediaset. Nel 1999 viene nominato vicedirettore generale Contenuti di R.T.I., la società che esercita l'attività televisiva. Dall'aprile 2000 è vicepresidente di Mediaset (ora MFE), di cui diventa anche amministratore delegato nel 2015.
Nel 2016 Pier Silvio Berlusconi fonda RadioMediaset, il polo radiofonico del gruppo composto da Radio 105, R101, Virgin Radio, Radio Monte Carlo e Radio Subasio. Secondo i dati TER del primo semestre 2023, RadioMediaset è primo editore radiofonico italiano per ascolti.

### In MFE - MediaForEurope
Durante il suo mandato, l'8 aprile 2016, stipula un accordo con Vivendi per lo sviluppo di nuovi progetti e uno scambio paritetico di partecipazioni tra le capogruppo del 3,5%. I progetti riguardano la creazione di una major europea per la creazione di contenuti su scala internazionale valorizzati dalla distribuzione sulle reti TV dei due gruppi in Italia, Francia e Spagna; una piattaforma pan-europea di streaming di contenuti on demand e l'ingresso di Mediaset Premium in un grande network internazionale di pay TV. Successivamente, nel luglio 2017, Vivendi annuncia la volontà di voler modificare l'accordo, richiesta che Mediaset respinge e da cui nasce un contenzioso tra le due società che si concluderà solo il 3 maggio 2021 con un nuovo accordo.
Nel 2019 porta il gruppo ad acquisire azioni di ProSiebenSat.1, il secondo gruppo radio televisivo europeo per numero di famiglie raggiunte, per una quota pari al 9,6%. Acquisti successivi portano Mediaset a possederne il 25,01%, diventando così nel 2022 il primo azionista.
Il 1º ottobre 2021, su proposta di Pier Silvio Berlusconi, il CdA di Mediaset ha annunciato che ha proposto all'assemblea degli azionisti la modifica della denominazione della società in MFE-MediaForEurope. Il 25 novembre 2021 l'Assemblea approva il progetto.

## Vita privata
Dalla relazione con Emanuela Mussida è nata nel 1990 Lucrezia Vittoria Berlusconi che nel 2021 lo ha reso nonno a 52 anni.
Dal 2002 ha una relazione con la conduttrice televisiva Silvia Toffanin, dalla quale il 10 giugno 2010 ha avuto il figlio Lorenzo Mattia e il 10 settembre 2015 la figlia Sofia Valentina.
La famiglia vive abitualmente in una residenza nel borgo di Paraggi, adiacente al comune di Portofino che, il 20 ottobre 2019, ha conferito a Pier Silvio Berlusconi il titolo di cittadino onorario.
Nell’estate 2023, nonostante i sondaggi lo dessero favorevolmente appoggiato da Forza Italia, Fratelli d'Italia e Lega, decide di non entrare in politica al posto del padre.
Il 10 settembre 2023 tutti i figli di Silvio Berlusconi in pieno accordo ne accettano l’eredità, seguendo le disposizioni lasciate. Ai due fratelli di primo letto spetta il 52% della holding di famiglia.

## Procedimenti giudiziari
Pier Silvio Berlusconi, insieme alla sorella Marina, è stato iscritto nel registro degli indagati nell'ambito del processo Mediaset sulla compravendita di diritti televisivi con l'accusa di riciclaggio di denaro sporco. Le loro posizioni sono state stralciate e contestate in un procedimento separato dal processo principale, in cui il padre Silvio Berlusconi è stato condannato in appello a quattro anni di reclusione e cinque anni di interdizione dai pubblici uffici. Le loro posizioni sono state archiviate, su richiesta della Procura, dal giudice per l'udienza preliminare nel novembre del 2006.
Nel gennaio 2010 gli viene contestata la frode fiscale nell'ambito dell'inchiesta Mediatrade-Rti. Il 18 ottobre 2011 il GUP di Milano rinvia a giudizio Pier Silvio Berlusconi e Fedele Confalonieri e proscioglie Silvio Berlusconi ritenendo le prove a carico di quest'ultimo insufficienti.
Già l'8 luglio i reati ascritti a Pier Silvio Berlusconi e Fedele Confalonieri vengono prescritti per i fatti del 2005 e i due vengono assolti per quelli del 2006, 2007 e 2008 perché il fatto non costituisce reato. Il 17 marzo 2016 la Corte d'appello di Milano ribalta la sentenza di primo grado condannando con sospensione condizionale Berlusconi e Confalonieri a un anno e due mesi di reclusione per i fatti del 2007 mentre i reati del 2006 sono dichiarati prescritti e sono assolti per quelli del 2008 perché il fatto non è più previsto come reato. La Corte dispone come pene accessorie l'interdizione temporanea dagli uffici direttivi e il divieto di contrattare con la pubblica amministrazione oltre a un risarcimento di 20 000 euro all'Agenzia delle entrate. Il 18 ottobre 2016 la Cassazione ha annullato senza rinvio le condanne per frode fiscale a un anno e due mesi di reclusione emesse in appello nel processo Mediatrade rendendo definitivo quanto stabilito in primo grado.
Coinvolto insieme al padre anche nell'inchiesta Mediatrade di Roma del 2010 (presunta frode fiscale da 20 milioni realizzata tramite l'emissione di false fatturazioni per 220 milioni), il 16 febbraio 2012 viene chiesto il rinvio a giudizio per i Berlusconi e per altri dirigenti Mediaset ma già il 27 giugno seguente il giudice dell'udienza preliminare Pierluigi Balestrieri emette una sentenza di non luogo a procedere nei confronti di tutti gli imputati per prescrizione (evasione fiscale e violazione delle norme tributarie) per i fatti del 2003 e perché il fatto non sussiste per quelli del 2004. La richiesta di ricorso viene poi rigettata dalla Terza sezione penale della Cassazione il 6 marzo 2013 archiviando il procedimento.